# موسوعة تاريخ السينما المصرية
موسوعة تاريخ السينما المصرية أعدها شيخ نقاد السينما في مصر أحمد الحضرى (1926 -  2017) وتصدر عن مركز توثيق التراث الحضاري والطبيعي التابع لمكتبة الإسكندرية بالتعاون مع الهيئة المصرية العامة للكتاب. الموسوعة من ثلاثة أجزاء:  وضع الجزء الأول (عام 1989) ويتناول المرحلة من بداية 1896 حتى آخر 1930، والجزء الثاني منها (عام 2007)، ويتناول المرحلة من بداية 1931 إلى آخر 1940، والجزء الثالث (عام 2019) يوثق الفترة من عام 1941 إلى عام 1950.
راعى أحمد الحضرى في إعدادها البحث والتوثيق الشديد الدقة في الرجوع إلى كل المصادر المتاحة من الإعلانات والكتب والجرائد والمجلات الخاصة بكل فترة زمنية، وتنمى الحضري أن تصدر كاملة في حياته، وبذل فيها جهدًا كبيرًا، وجرت محاولات عدة من قبل جهات متعددة لمحاولة إخراج ما تبقى من أجزاء غير مطبوعة، ولكن كانت جميعها تبوء بالفشل، حتى إن مهرجان الإسكندرية السينمائى برئاسة الأمير أباظة، حاول جاهدًا أن يتبنى المشروع، ثم جاءت مبادرة من مكتبة الإسكندرية  من خلال مركز التوثيق الحضارى والطبيعى وكانت من أهم الإنجازات التي تصب في مصلحة الأرشيف السينمائى المصرى، إذ إن ضياع الأرشيف يطمس معالم وهوية السينما المصرية التي لم تنجح كل محاولات إنشاء «سينماتيك». كان التعاون مع كل الجهات وفى مقدمتها المركز القومى للسينما.

## تصدير الموسوعة
جاء تصدير الموسوعة بقلم الدكتور مصطفى الفقي؛ مدير مكتبة الإسكندرية، حيث تطرق خلاله إلى بداية تاريخ صناعة السينما على يد الأخوين لوميير وكيف بدأت السينما من مجرد مشاهد متفرقة وأفلام صامتة إلى أن أصبحت أفلام تسجيلية وروائية قصيرة وطويلة. وأكد أن مصر لم تكن بمعزل عن هذا التحول الضخم، فقد كانت ثاني دولة في العالم تدخل إليها صناعة السينما بعد فرنسا، ومن هنا تأتى أهمية هذه السلسلة التوثيقية.

## مشاركات في الموسوعة
كانت هناك جهات وشخصيات متعددة عاونوا الأستاذ أحمد الحضري في إخراج هذه الموسوعة ومنهم: دار الكتب والوثائق، مركز توثيق السينما العربية، المركز الكاثوليكي للسينما، صندوق التنمية الثقافية، مكتبة الاطلاع بدار الهلال وكذلك العديد من النقاد والباحثين منهم الأستاذة فريدة مرعي، والأستاذ محمود علي فهمي، والأستاذ محمود قاسم، والأستاذ يعقوب وهبي، والأستاذ محمد عبد الفتاح.

## الأجزاء وتبويبها
يتضمن كل جزء عدداً من الأفلام الروائية إلى جانب الأفلام التسجيلية والقصيرة، ويحتوى كل فصل بالموسوعة على البيانات والمعلومات الخاصة بسنة كاملة، وفى آخر الكتاب عدة قوائم مرتبة فيها الأفلام حسب تاريخ العرض والترتيب الهجائي وأسماء المخرجين، وقائمة أخيرة بالأفلام القصيرة.
يؤرخ الحضري في الموسوعة لعدد من الأفلام التي قام بإخراجها ممثلون من مشاهير السينما المصرية، كان بينهم الفنان استيفان روستي وقدم ثلاثة أفلام، ويوسف وهبي ونصيبه 11 فيلماً، أما أنور وجدي، فله فيلم واحد هو «ليلى بنت الفقراء». وتتضمن الموسوعة 14عملاً من الأفلام التسجيلية، منها فيلم يتناول رحلة الملك السابق فاروق لإحدى المدن المصرية، وهو فيلم إخباري تم تصويره عام 1943، كما تتضمن القائمة فيلمي رسوم متحركة هما «دقدق» و«عزيزة ويونس»، وفيلماً حول صناعة السكر في مصر، فضلاً عن فيلم غنائي تلحين محمد الكحلاوي، وتم عرضه بسينما أوليمبيا مع فيلم «سي عمر» في برنامج واحد عام 1941، أما فيلم «سيمفونية القاهرة» فيصور عادة المصريين حين يغنون وينادون على بضائعهم، ويلفتون بإيقاعات نغمية أنظار المارة.

## الجزء الأول
خصص الحضري الجزء الأول من الموسوعة، للسنوات من 1896 وحتى عام 1930، وتحدث خلاله عن الأحداث الهامة التي تلت عرض الأخوين لوميير في القاهرة والإسكندرية، وأول تصوير سينمائي في مصر عام 1907، وظهور أول ممثل مصري وهو محمد كريم عام 1918، وبزوغ نجم فوزي الجزايرلي وفرقته بعده بعام، ثم فرقة علي الكسار في العام التالي، وإنتاج أول فيلم روائي صامت طويل هو «في بلاد توت عنخ آمون» عام 1923، ثم فيلم «ليلى» الذي شاهده الجمهور في مصر عام 1927

## الجزء الثاني
تضمن الجزء الثاني الأفلام السينمائية التي ظهرت في الفترة من 1931 وحتى 1940، وفي هذا الجزء لم يتوقف الحضري عن حدود الكتابة عن قصص الأفلام والمشاركين فيها، بل تابع خلالها الأحداث التي أحاطت بأفلام تلك المرحلة، وشهدت ظهور أول فيلم روائي ناطق بعنوان «أولاد ذوات»، عام 1932، وفيلم «الوردة البيضاء» الذي قام ببطولته الموسيقار محمد عبد الوهاب، وكان أول بداية سينمائية له، وتم عرضه عام 1933، وتحدث الحضري خلال الجزء الثاني عن وضع حجر الأساس لاستوديو مصر عام 1934، وفيلم «وداد» وهو أول عمل سينمائي يتم تصويره فيه عام 1935.

## الجزء الثالث
يتضمن الجزء الثالث خمس سنوات، مُعتبراً كلاً منها فصلاً منفصلاً عن سواه، وخصصه للأفلام التي تم إنتاجها فيه، كما نقل خلال توثيقه لكل فيلم المعلومات التي أوردها عنه والتي اعتمد فيها على وثائق دار الكتب المصرية، وما بها من صحف ومجلات وكتب صدرت عن السينما المصرية في تلك المرحلة، كما استعان بما كتبه النقاد والصحافيون عن كل فيلم بعد عرضه في دور السينما وقتها، وذلك دون أي تغييرات تذكر، حتى يقدم صورة صادقة من الصحافة الفنية في تلك الأيام. يكشف هذا الجزء أن فكرة نوادي السينما قديمة وجاءت في العام 1941 عندما ظهر نادي للسينما في قاعة إيوارت بالجامعة الأمريكية، وتسجل الموسوعة أيضًا خريطة دور العرض والأستديوهات، ودور استديو مصر كمعهد حقيقي للسينما، كما تسجل الموسوعة كذلك الأفلام القصيرة (تسجيلية وروائية)، وبعضها مهم وجيد مثل فيلم «نمرة 6» الروائى القصير، وهو أول فيلم أخرجه صلاح أبو سيف، وكان من بطولة إسماعيل ياسين.
يسجل الجزء الثالث فشل فيلم غنائى هو «مصنع الزوجات» لنيازى مصطفى، وحذف معظم أجزاء أوبريت النهاية الطويل في فيلم «عايدة» لأم كلثوم تخفيفًا على الجمهور، ومع ذلك فقد فشل الفيلم، التجارب الأولى لمطربين مثل الكحلاوى، وعبدالغنى السيد، وجلال حرب، وعبد المطلب، ونور الهدى، أجور الأبطال والبطلات الضخمة بمعايير وقتها، فأم كلثوم حصلت على 5 آلاف جنيه عن فيلم «دنانير»، وأسمهان حصلت على 1000 جنيه عن فيلم «انتصار الشباب»، والريحانى حصل على 2000 جنيه عن بطولة «سى عمر».

## وصلات خارجبة
- موسوعة تاريخ السينما المصرية - بوابة الأهرام
- موسوعة تاريخ السينما المصرية موقع الشروق